# Jungnang-gu
Jungnang-gu (중랑구) ist einer der 25 Stadtteile Seouls und liegt am östlichen Stadtrand. Die Einwohnerzahl beträgt 390.476 (Stand: Mai 2021).

## Bezirke

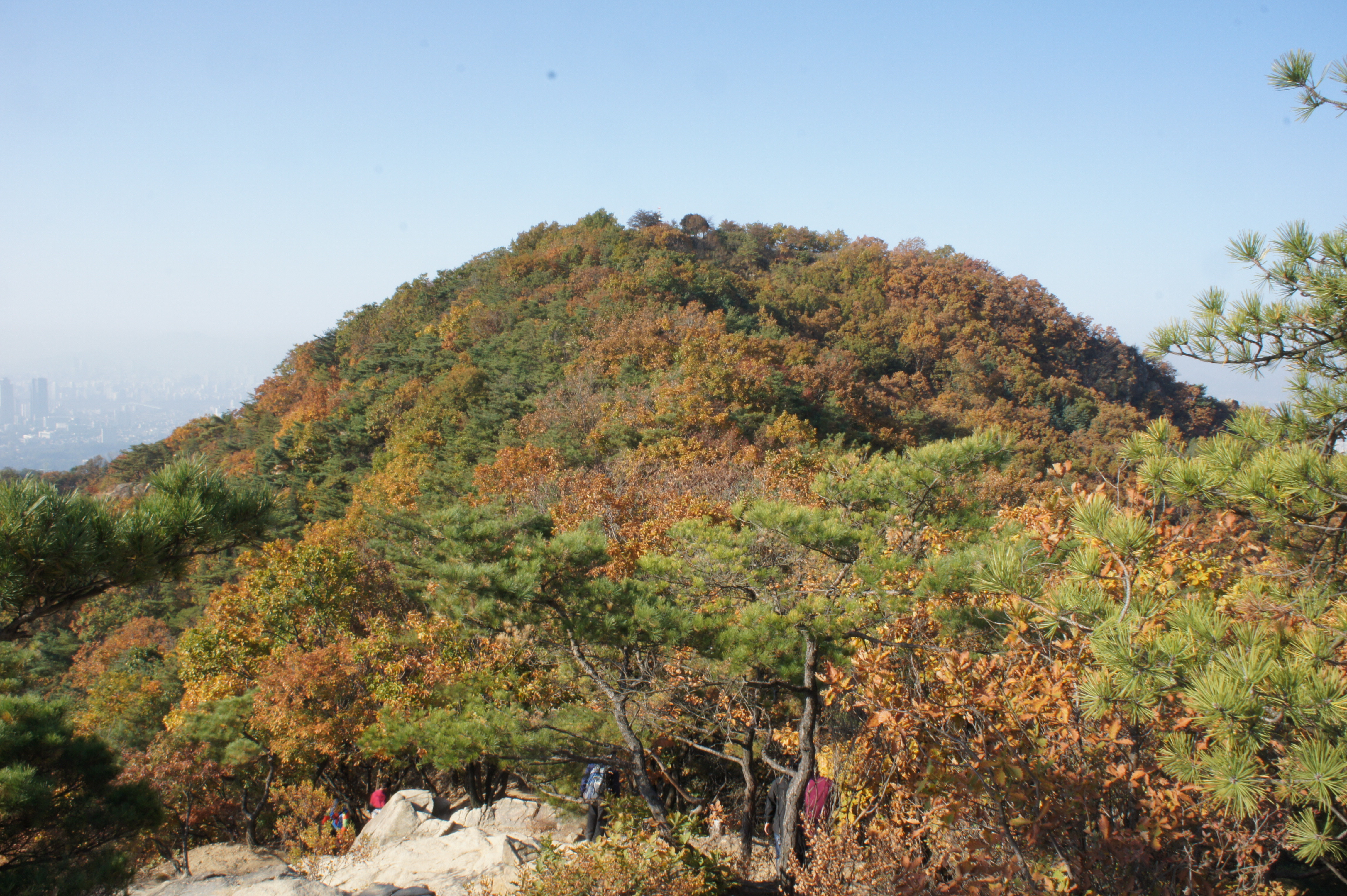
Yongmasan

Jungnang-gu besteht aus 16 Dongs:
- Junghwa-dong 1, 2
- Mangubon-dong
- Mangu-dong 3
- Muk-dong1, 2
- Myeonmokbong-dong
- Myeonmok-dong 2, 3, 4, 5, 7
- Sangbong-dong 1, 2
- Sinnae-dong 1, 2